# Ellen Browning Scripps
Pour les articles homonymes, voir Scripps.
Ellen Browning Scripps (octobre 1836 - août 1932), appelée ainsi pour la différencier de sa nièce Ellen Scripps Booth, était une journaliste, philanthrope et femme d'affaires américaine, cofondatrice de l'Empire de presse Scripps-Howard.

## Biographie
Née en 1836, Ellen Bronwing Scripps était la petite sœur de James Edmund Scripps (1835 – 1906), le fondateur du quotidien The Detroit News et de l'empire de presse de la famille Scripps. C'était la plus jeune des six enfants de la famille, émigrée aux États-Unis en 1844. Son grand frère avait dû arrêter l'école jeune, pour débuter comme apprenti chez Charles Lewis, le plus important relieur de Londres, mais elle a pu faire des études aux États-Unis, dans l'Illinois. Elle a ensuite travaillé comme journaliste dans le groupe de presse fondé par son grand frère à Détroit. Tous deux ont convaincu leur frère George de vendre la ferme familiale pour investir en 1873 dans la création du journal The Detroit News. Ellen Browning Scripps est d'abord éditrice, chargée de la relecture, puis elle crée une colonne quotidienne d'articles sur des sujets magazine, qui obtient un grand succès.
Installée à San Diego, en Californie, pour des raisons de santé, elle a fondé en 1903 la Scripps Institution of Oceanography, en lui faisant d'importants dons et lui donnant aussi le nom de frère George. Situé à La Jolla en Californie, il s'agit de l'un des plus anciens, des plus grands et des plus importants  centres de recherche scientifique maritime de son type au monde, qui avait en 2009 un budget annuel de plus de 140 millions USD.
Plus tard, en 1924, elle a aussi fondé le « Scripps Hospital and Scripps Metabolic Clinic », qui deviendra ensuite le « Scripps Research Institute », consacré aux études de haut niveau sur la santé. Sa petite-nièce Ellen Virginia Clark, étudiante dans l'université pour filles (Scripps College), y a rencontré en 1928 le scientifique Roger Randall Dougan Revelle, qu'elle a épousé en 1931.